# Oar, Satu Mare
Oar este un sat în comuna Vetiș din județul Satu Mare, Transilvania, România.

## Localizare
Localitatea este situată pe marginea râului Someș. Este un sat al comunei Vetiș, alături de satul Decebal. 

## Istoric
Numele localității Oar a fost menționat în documente prima dată în 1312, (Oar, Óvári în lb. maghiară = cetate veche).
În secolul XVI aici a avut loc sinodul reformat, care consta în trecerea reformaților luterani de la religia luterană la cea calvinistă.
În secolul XX localitatea avea și o baie termală

## Secvențe istorice
În perioada interbelică învățătorul Pop Dariu (1887, Măgura Ilvei-1965) a întreprins o cercetare a inscripțiilor românești din peste 50 de biserici sătmărene. La Oar a descoperit un Apostolar cu mențiunea "Această carte pe nume Apostolieru l-au cumpărat om de cinste din Cinghiru pe nume Petrică Imbre cu 6 florinți și l-au dăruit pe seama sf. Biserici din Oariu ca să fie pomană până a șaptea sămânță iar cine s-ar afla și o va înstrăina de la această sf. Biserică de mai sus să fie anatema și preclat an 1796 martie 20 zile".